# شهرستان یازیاوان
ناحیهٔ یازیاوان (به ازبکی: Yozyovon District) یک منطقهٔ مسکونی در ازبکستان است که در استان فرغانه واقع شده‌است.

## خصوصیات
ناحیهٔ یازیاوان ۴۴۰ کیلومترمربع مساحت و ۱۱۷٬۵۰۰ نفر جمعیت دارد.